# 마젤란 해협

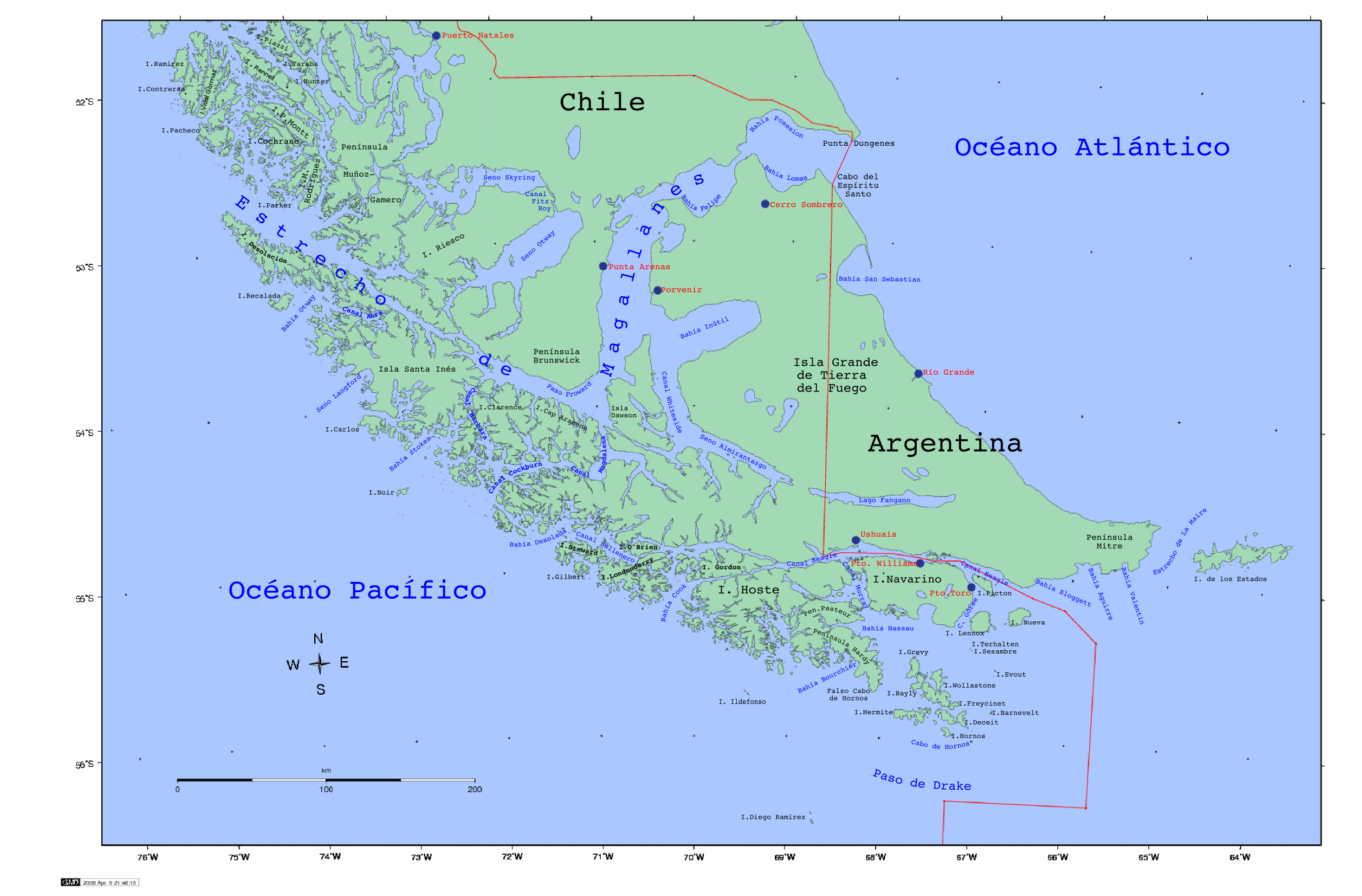

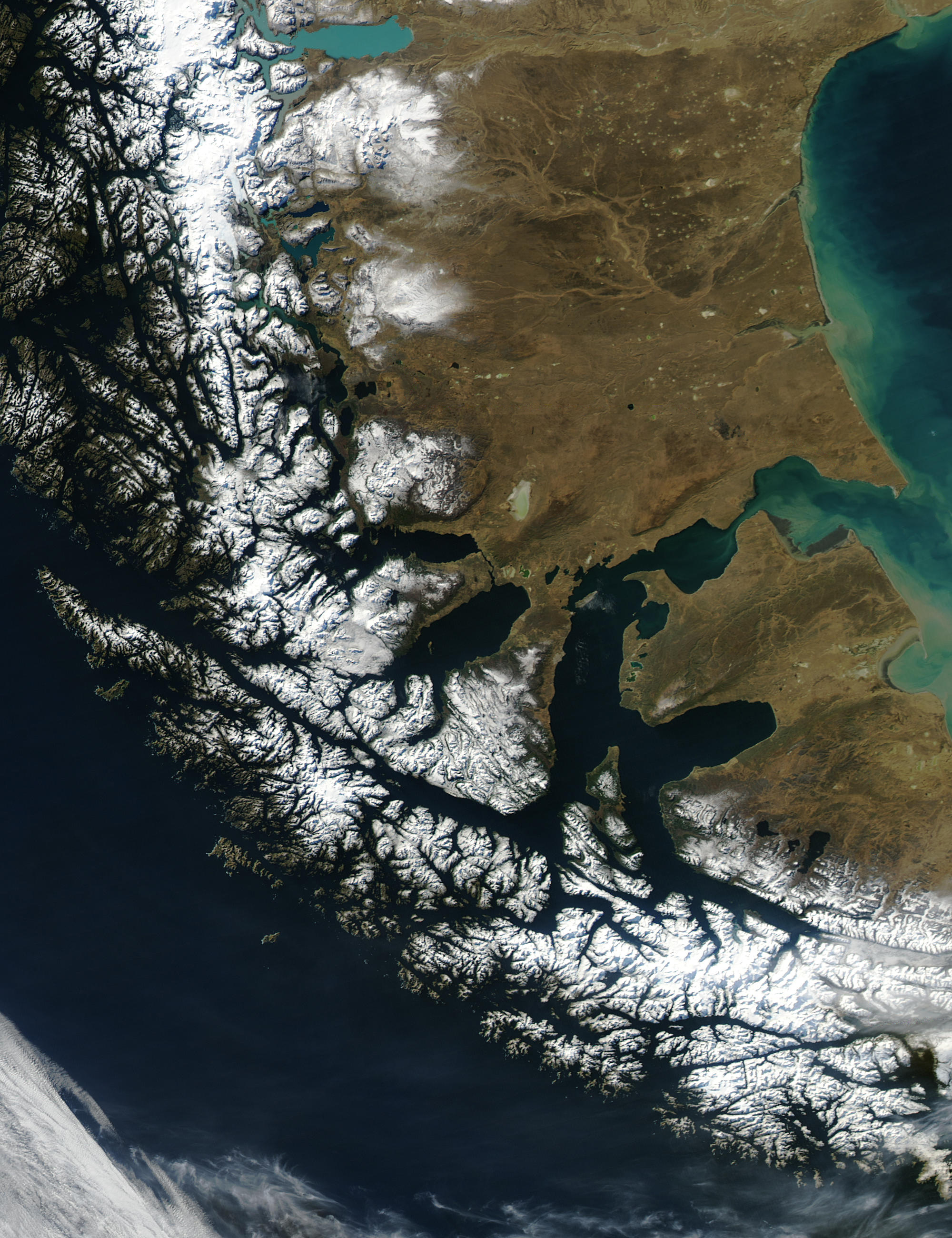
마젤란 해협의 위성 사진.

마젤란 해협(-海峽, 영어: Straits of Magellan, 스페인어: Estrecho de Magallanes)은 남아메리카 남단 끝 부분에 위치한 해협이다. 칠레의 남부와 티에라델푸에고섬의 북쪽 사이에 있다. 파나마 운하처럼 태평양과 대서양을 잇는 주요 항로이나 폭이 좁고 날씨가 험해서 항해에 어려움이 있다. 해협의 이름은 포르투갈 출신의 모험가이자 항해가인 마젤란이 1520년에 이 해협을 건너 항해한 것에서 기인하였다.

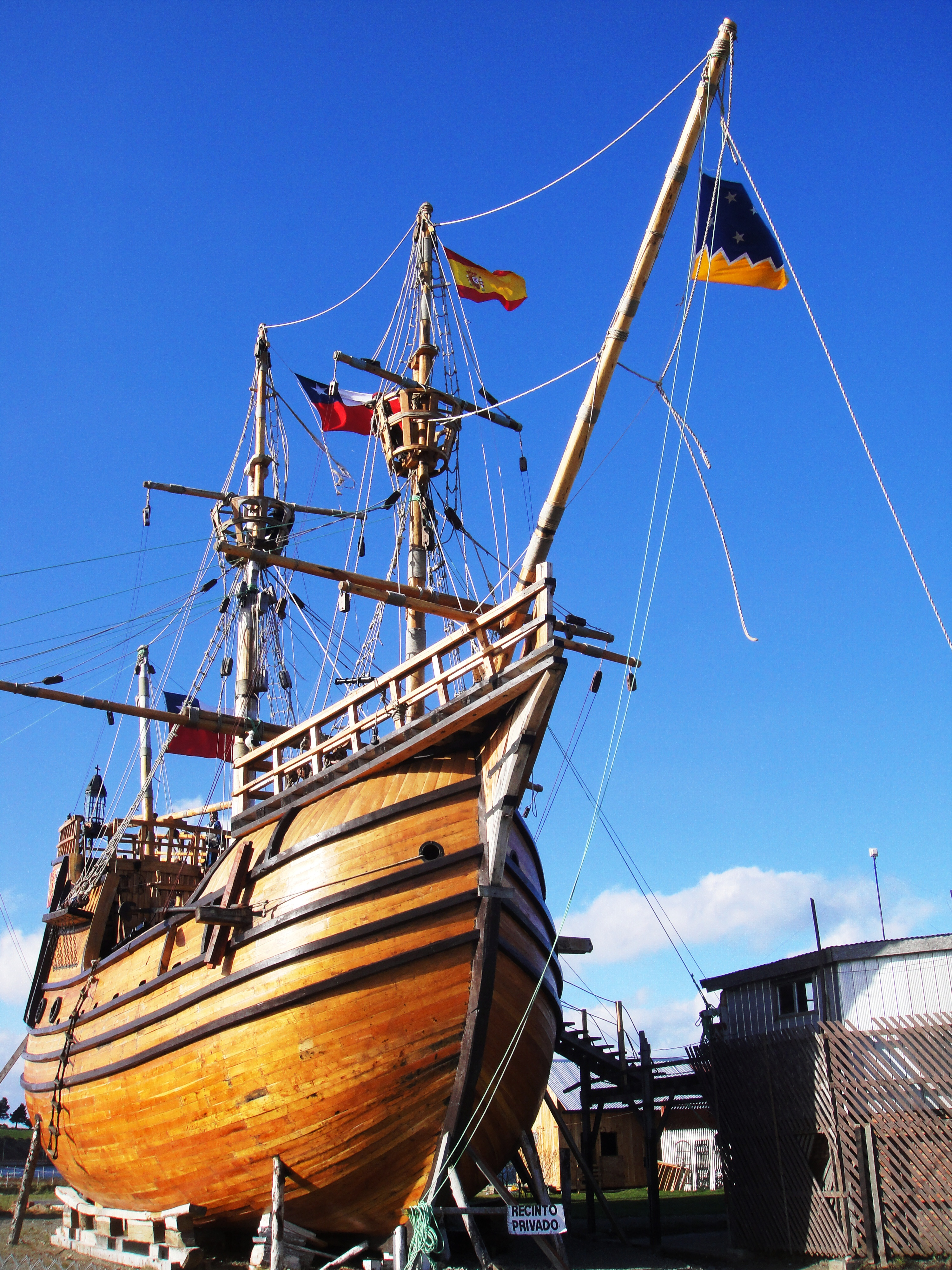
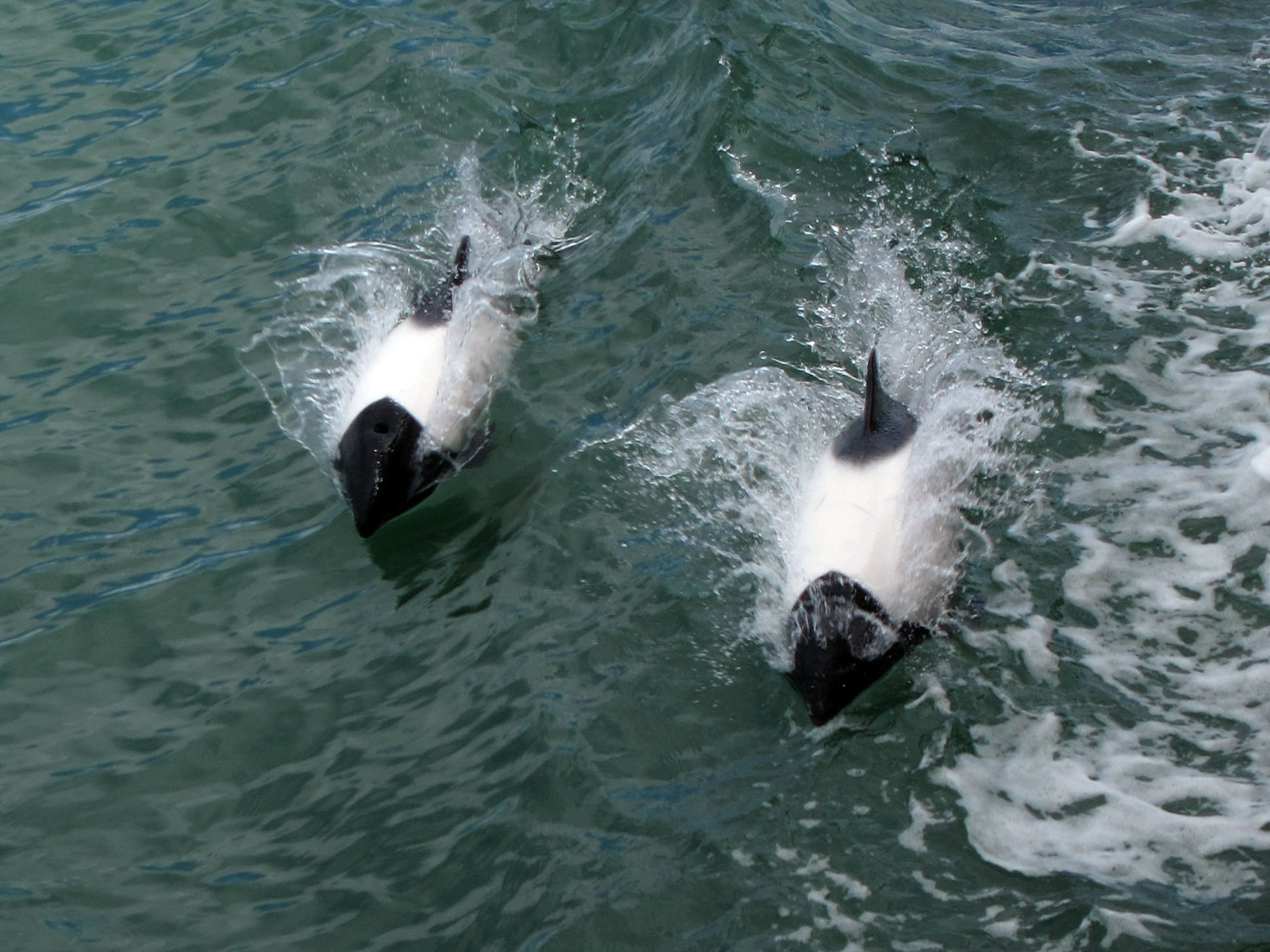
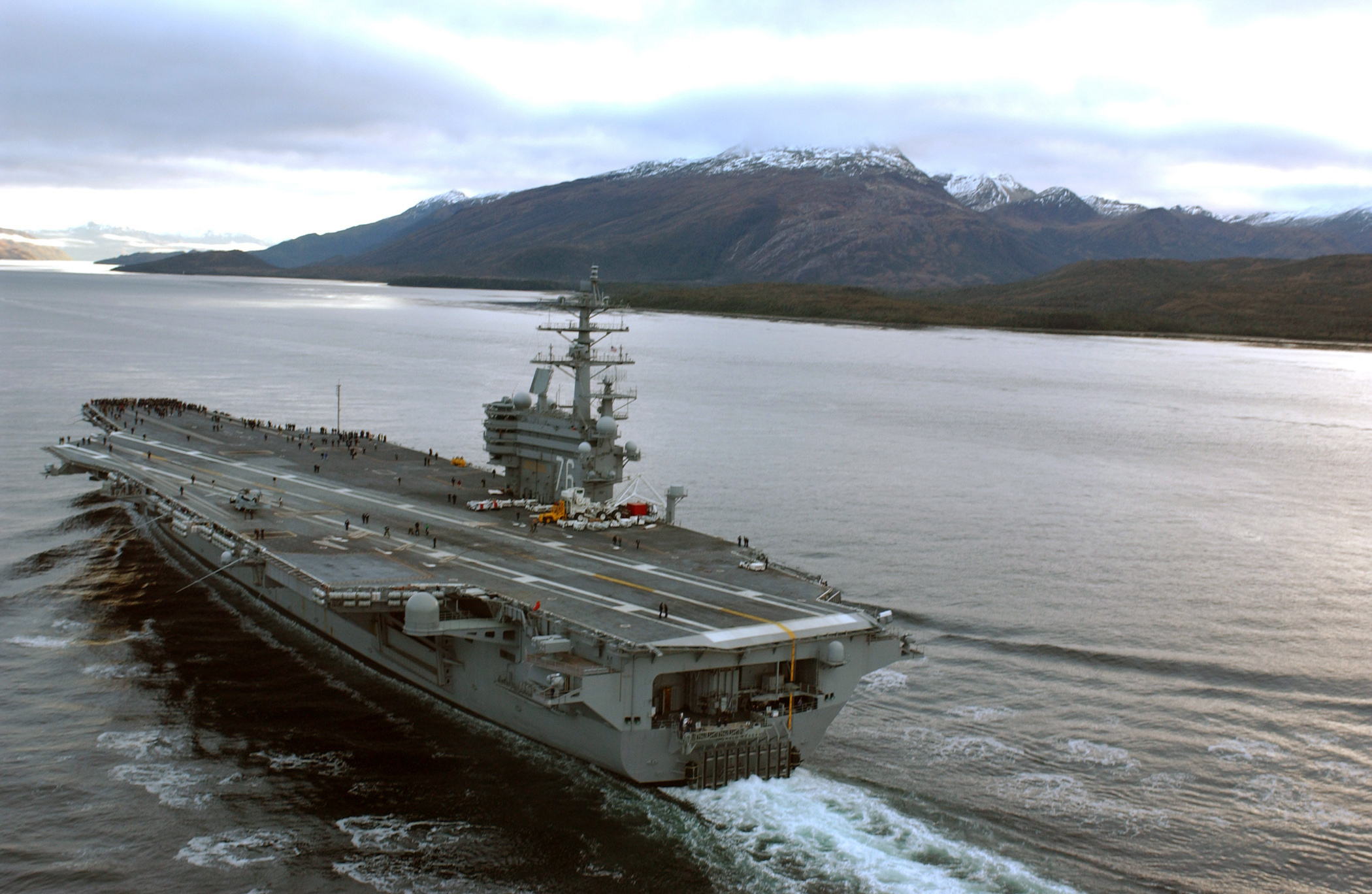
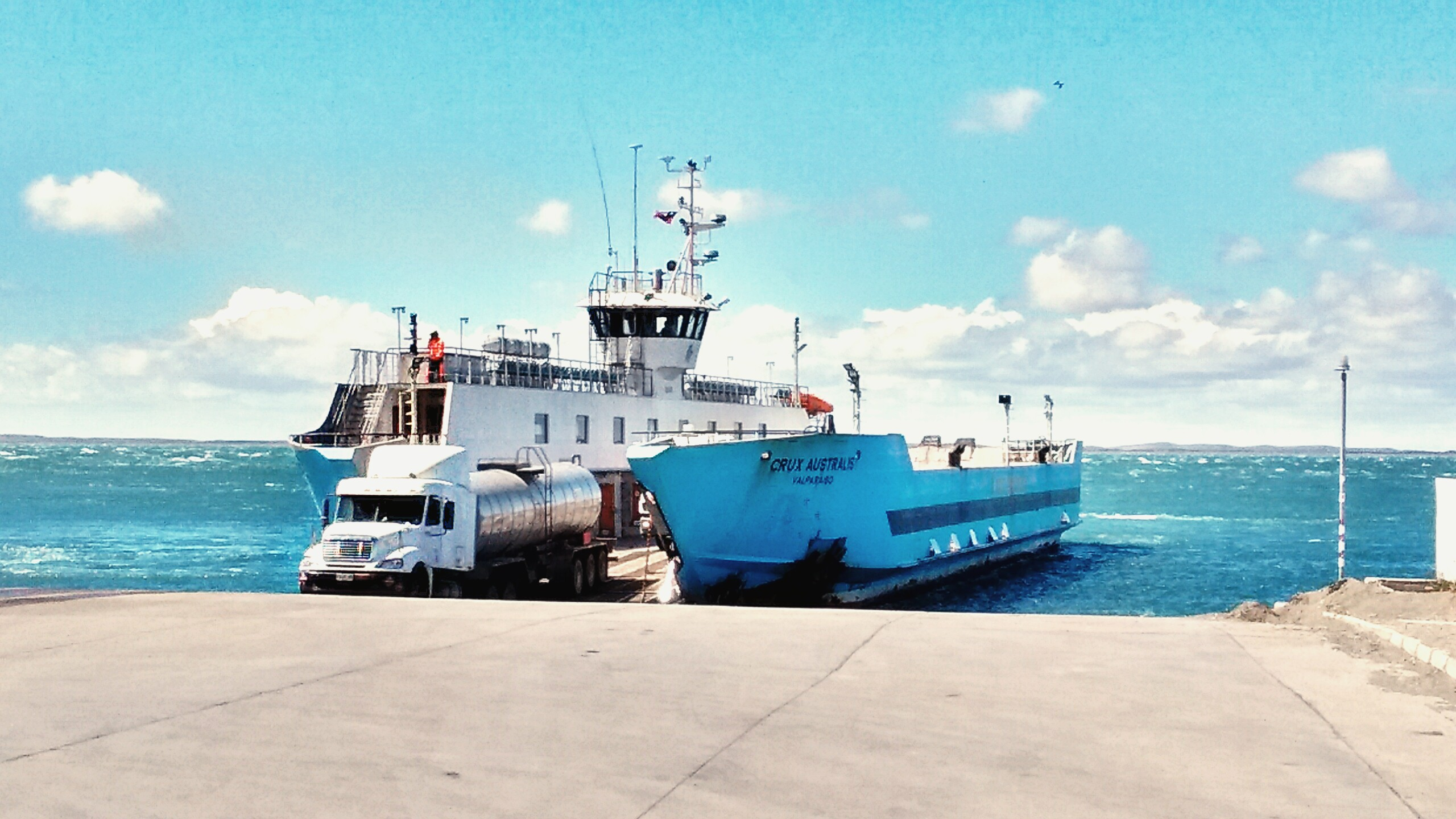

## 같이 보기
- 희망봉 항로
- 마가야네스이데라안타르티카칠레나주
- 푼타아레나스